# Parietaria cardiostegia
Parietaria cardiostegia är en nässelväxtart som beskrevs av W. Greuter. Parietaria cardiostegia ingår i släktet väggörter, och familjen nässelväxter. Inga underarter finns listade i Catalogue of Life.